# بخش کاسل راک، شهرستان داکوتا، مینه سوتا
بخش کاسل راک (به انگلیسی: Castle Rock Township) یک منطقهٔ مسکونی در ایالات متحده آمریکا است که در شهرستان داکوتا، مینه‌سوتا واقع شده‌است.
 بخش کاسل راک ۹۲٫۶ کیلومتر مربع مساحت و ۱٬۴۹۵ نفر جمعیت دارد و ۲۸۳ متر بالاتر از سطح دریا واقع شده‌است.